# Tihomila Dobravc
Tihomila Dobravc, slovenska pesnica, * 10. oktober 1920, Maribor, † 1. junij 2024, Maribor.
Dobravčeva se je rodila v uradniški družini v Mariboru. Po nemškem napadu na Jugoslavijo so njeno družino pregnali v Srbijo, ona pa je skupaj s sestro prebegnila nazaj v Slovenijo. Vso vojno je preživela v Ljubljani in ves čas sodelovala z NOB. Preživljala se je z občasnimi deli, tudi kot delavka v čevljarskem podjetju in pa kot učiteljica na domu. Po končani vojni je poučevala slovenščino na gimnazijah v Ljubljani in Mariboru.
Dobravčeva je pisala pesmi ter jih objavljala v raznih revijah. Njene pesmi so tudi izbrane v tretjo knjigo antologije Slovensko pesništvo upora 1941-1945.